# 大象喷泉
37°30′9″N 15°5′13.4″E / 37.50250°N 15.087056°E

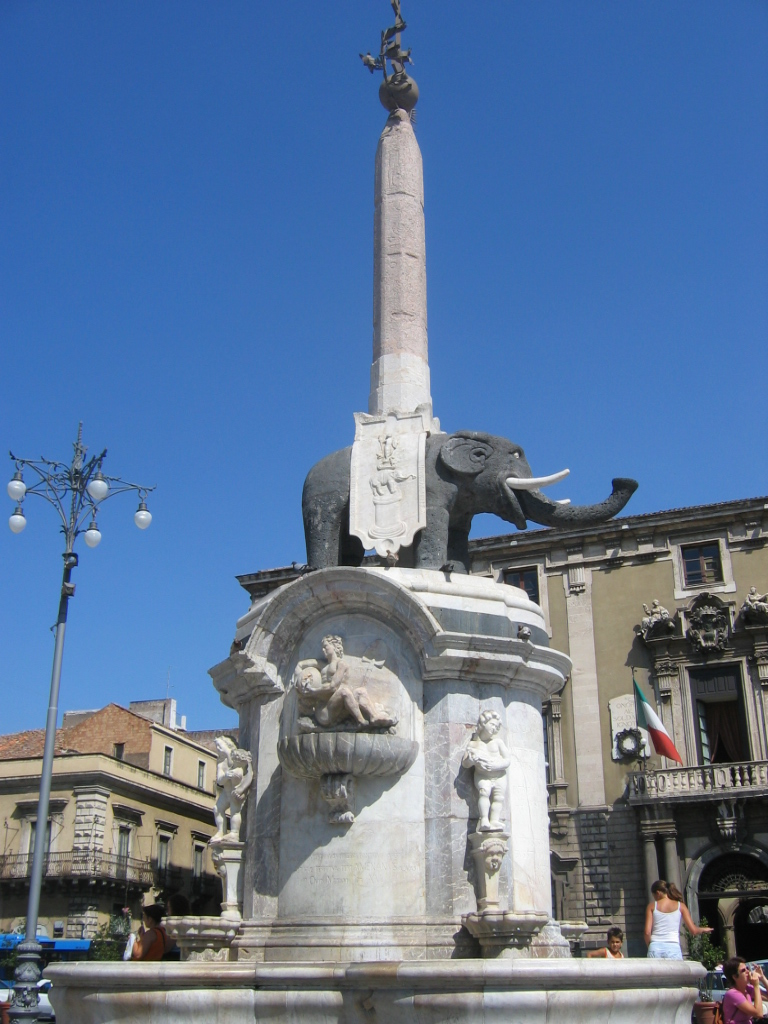
南侧

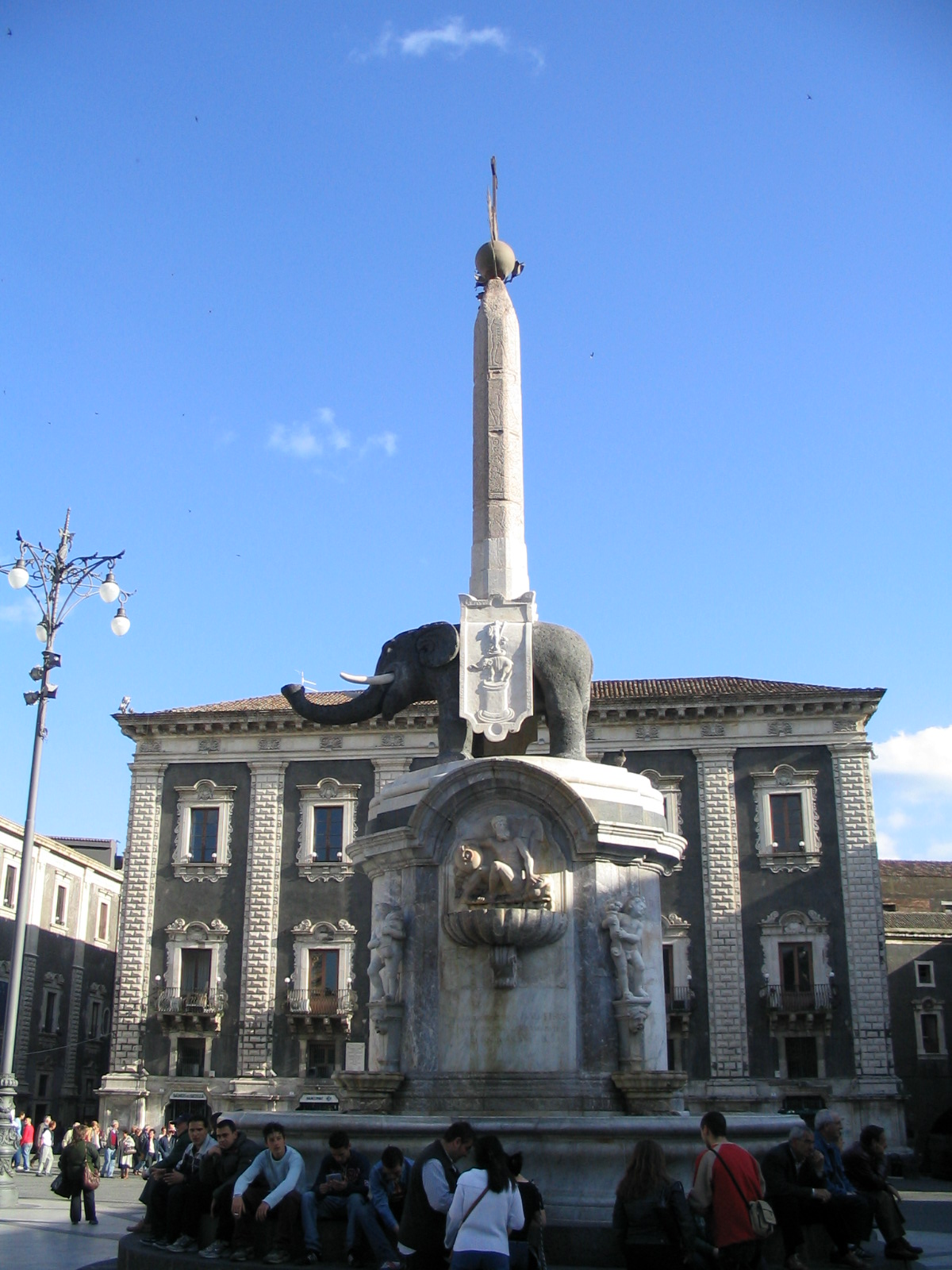
北侧

大象喷泉（Fontana dell'Elefante）位于意大利西西里卡塔尼亚的主教座堂广场，建于1735年-1737年，由建筑师乔瓦尼·巴蒂斯塔·瓦卡里尼（Giovanni Battista Vaccarini）设计。其主体黑色玄武岩大象雕塑u Liotru被视为该市的标志。
建筑师的灵感来自于济安·贝尼尼的罗马弥涅耳瓦广场方尖碑。大象背负方尖碑亦见于弗朗切斯科·科隆納的《尋愛綺夢》（1499年在威尼斯出版）。

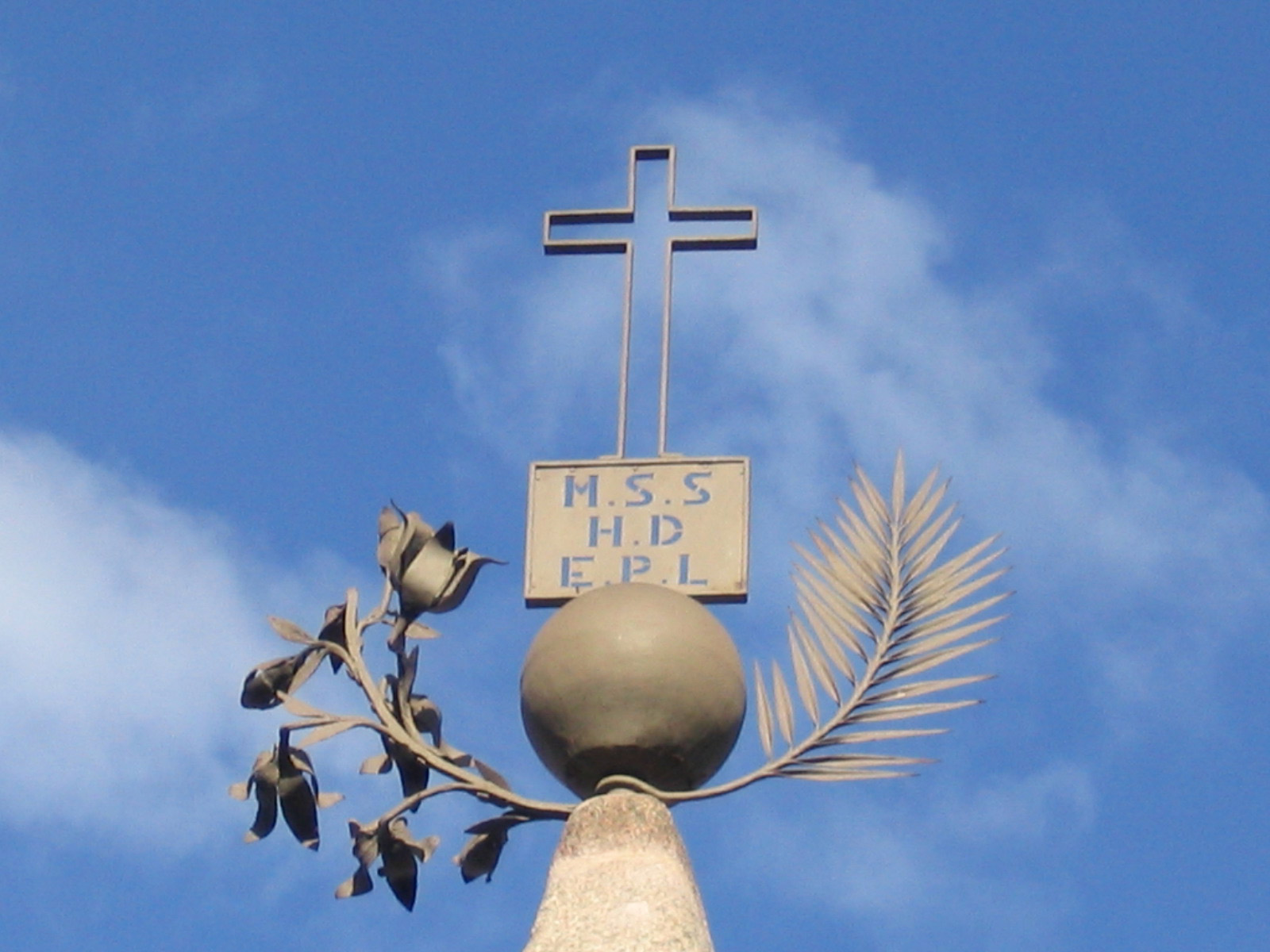
L'iscrizione sulla sommità dell'obelisco

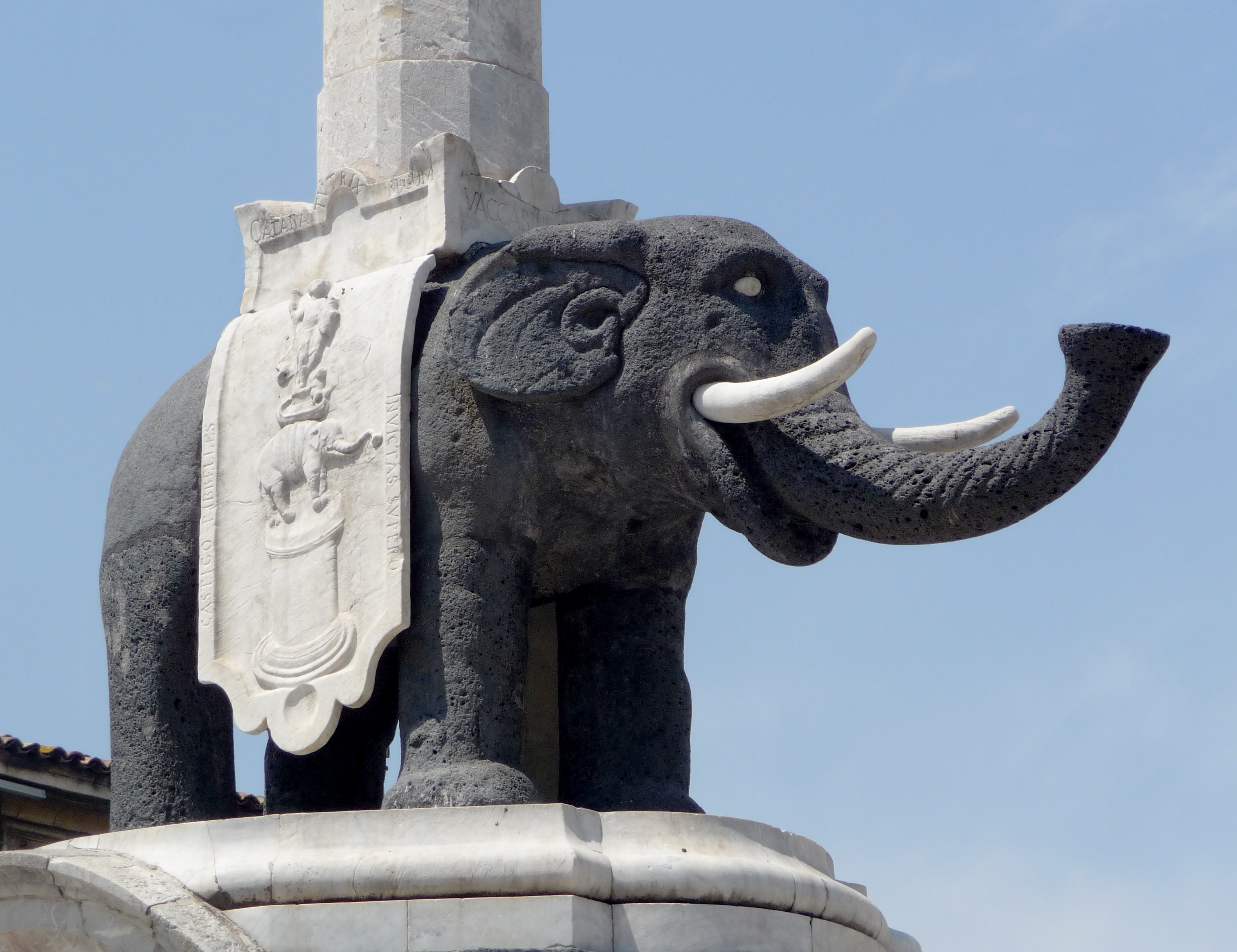
大象